# Anna Meares
Anna Meares, född den 21 september 1983 i Blackwater, Queensland, är en australisk tävlingscyklist som tog OS-guld i tidsloppet 500 m och brons i sprintloppet vid olympiska sommarspelen i Aten samt OS-silver i sprintloppet vid OS 2008 i Peking. Hon tog guld i den individuella sprinten och brons i lagsprinten vid de olympiska cyklingstävlingarna 2012 i London. Vid olympiska sommarspelen 2016 i Rio de Janeiro tog hon en bronsmedalj i keirin.